# 奎恩 (石勒苏益格-荷尔斯泰因)
奎恩是德国石勒苏益格－荷尔斯泰因州的一个市镇。总面积22.74平方公里，总人口1289人，其中男性645人，女性644人（2011年12月31日），人口密度57人/平方公里。